# Judith Hearnes öde
Judith Hearnes öde (originaltitel: The Lonely Passion of Judith Hearne) är en brittisk långfilm (drama) från 1987 med Maggie Smith och Bob Hoskins i huvudrollerna. Den är regisserad av Jack Clayton. I övriga roller syns även Wendy Hiller och Prunella Scales.

## Handling
Filmen handlar om den ensamstående och ogifta Judith Hearne som desperat söker kärleken. Filmen utspelar sig i England på 1950-talet där Judith försörjer sig som pianolärarinna. En dag på en resa tar hon in på ett litet hotell där hon så småningom förälskar sig i hotellets sjabbiga ägare som till en början visar henne lite uppmärksamhet. Han drar sig dock inte för att hänsynslöst utnyttja Judith ekonomiskt och att spela på hennes känslor för honom när han upptäcker att de är starkare än vad han trott.

## Rollista
| Maggie Smith       | – Judith Hearne    |
| Bob Hoskins        | – James Madden     |
| Wendy Hiller       | – Faster D'Arcy    |
| Marie Kean         | – Mrs. Rice        |
| Ian McNeice        | – Bernard Rice     |
| Alan Devlin        | – Fader Quigley    |
| Rudi Davies        | – Mary             |
| Prunella Scales    | – Moira O'Neill    |
| Aine Ni Mhuiri     | – Edie Marinan     |
| Sheila Reid        | – Miss Friel       |
| Niall Buggy        | – Mr. Lenehan      |
| Kate Binchy        | – Syster Ignatius  |
| Martina Stanley    | – Syster Mary-Paul |
| Veronica Quilligan | – Mrs. Mullen      |
| Frank Egerton      | – Majoren          |